# Olaszország táncművészete

## Olaszország néptáncai
Az olaszok legismertebb tánca a tarantella, ez a szó a tarantizmus betegségében szenvedők táncából ered, ugyanis a néphiedelem szerint akit a tarantulapók megcsíp, az a mérget úgy űzheti ki a testéből, ha kimerülésig táncolnak, ez a táncstílus Apuliából Dél-Olaszországból ered.
Régebbi, de ismert most is a forlana, ez egy könnyedebb tánc, a saltarello ugró tánc, a szicíliai siciliano egy pásztorjátékszerű tánc, amely eredetileg pásztorének volt.